# Chirosia cinerosa
Chirosia cinerosa är en tvåvingeart som först beskrevs av Zetterstedt 1845.  Chirosia cinerosa ingår i släktet Chirosia och familjen blomsterflugor. Arten är reproducerande i Sverige. Inga underarter finns listade i Catalogue of Life.